# آب تشهرو
آب تشهرو (آبجدان) (بالفارسية: آب چهرو) هي قرية تقع في إيران في محافظة خوزستان. يقدر عدد سكانها بـ 296 نسمة بحسب إحصاء 2016.